# Roucourt (Péruwelz)
 (mai 2023).
Si vous disposez d'ouvrages ou d'articles de référence ou si vous connaissez des sites web de qualité traitant du thème abordé ici, merci de compléter l'article en donnant les références utiles à sa vérifiabilité et en les liant à la section « Notes et références ».
Pour les articles homonymes, voir Roucourt.
Roucourt est un village belge situé dans la Province de Hainaut, aujourd'hui rattaché à la commune de Péruwelz. C'était une commune à part entière avant la fusion des communes de 1977.

## Toponymie
Son nom signifie « propriété de Rotger »

## Géographie

### Situation
Le village présente une altitude variant de 22 m au sud-ouest à 56 m aux abords de l’autoroute A16.
Il est traversé au sud-ouest par le canal Nimy-Blaton-Péronnes.
Roucourt est également desservi au nord-est par la route N60 et par l’autoroute A16.

### Communes limitrophes
| Braffe    | Bury     | Bury     |
| Brasménil | Roucourt | Péruwelz |
| Wiers     | Péruwelz | Péruwelz |

### Hameau

#### Hameau d'Arondeau
Situé sur la rive gauche du canal, ce hameau appartenait à la châtellenie d'Ath. Au Moyen Âge, on y trouve une maison forte, une ferme et plusieurs habitations. Lors des guerres de Religion du XVIe siècle, la ferme de l'Arondeau est confisquée par le gouvernement espagnol et pillée par des soldats de passage en 1580. De nos jours, la zone marécageuse est classée Natura 2000. Celui-ci est le seul hameau du village de Roucourt.
Durant le Moyen Âge, le culte de St Adrien engendre l'établissement d'une chapelle, d'une procession et d'une confrérie liée par une bulle du pape Clément VIII datée du 11 janvier 1602. Dans le village, on trouve un monument historique appelé « bras reliquaire de St Adrien ».

## Évolution démographique
- Sources : INS, Rem. : 1831 jusqu'en 1970 = recensements, 1976 = nombre d'habitants au 31 décembre.

## Histoire

### Roucourt à l'Antiquité
Si l'on croit les Annales de Hainaut, l'origine du village de Roucourt remonte à l'époque de l'Antiquité. Les prospections archéologiques contemporaines (fragments de céramiques et de tuiles gallo-romaines ou encore vase mérovingien) semblent également conforter les propos de Jacques de Guise.

### Roucourt au Moyen Âge
Les premières mentions de Roucourt sont Rotgericurtis et datent de 1015. Le fief est tenu par une seigneurerie locale dont l'un des premiers représentants est Adam de Roucourt. Au XIIe siècle, il passe aux seigneurs du Biez à Wiers.

### Village
Ce village établi sur un mont est traversé par l'important axe Gand-Valenciennes. Un pèlerinage à St Adrien y est attesté depuis le Moyen Âge. Ces éléments pourraient attester qu'il s'agit du plus ancien site habité de l'entité.

### Roucourt vers 1800-1900
Au XVIIe siècle, le village s'industrialise et plusieurs fabriques de bas y sont installées. Dans le courant du XIXe siècle, on recense une industrie métallurgique, une fonderie, une chaudronnerie, une usine de noir animal, et plusieurs brasseries. Parallèlement à ces secteurs d'activités, l'agriculture reste bien présente.
C'est également à cette époque que l'on fait traverser le village de Roucourt par le canal de Pommerœul à Antoing, inauguré en juin 1826. Après la Seconde Guerre mondiale, les entreprises ferment successivement. Désormais, le foyer de Roucourt, institution de réinsertion scolaire, occupe une place prépondérante dans le centre du village.

## Liste des bourgmestres de Roucourt de 1800 à 1977
- Louis de Blois d'Arondeau (1800-1814).
- Louis-Bernard Boël (1814-1823).
- Charles-Louis Boël (1823-1848).
- Hippolyte Paillot (1848-1854).
- Léonce de Blois d'Arondeau (1854-1869).
- Édouard Paillot (1869-1882).
- Zéphyr Heulle (1882-1891).
- Albert Boël (1891-1918).
- Augustin Foucart (1918-1921).
- Jules Boël (1921-1928).
- Louis Boël (1928-1942).
- Herman Lombart (1942-1947).
- Julien Bouchain (1947-1960).
- Robert Lelong (1960-1977).

Roucourt est par la suite rattaché par fusion à la commune de Péruwelz, seule commune pour les dix villages du Péruwelzis.

## Patrimoine et culture

### Châteaux

#### Château d'Arondeau
Le château d'Arondeau est bâti au XIVe siècle. Il s'agissait au départ d'une maison forte à l'écart du village de Roucourt, parmi les marais. Il fut vendu à plusieurs reprises. Il a été remanié au XIXe siècle, et rien n'a changé depuis lors. Le marais d'Arondeau se prolonge par ceux de la Roë et de Verquesies. Ce sont à présent des parcs privés de grande valeur.
Situé en zone marécageuse, ce manoir a été pendant plusieurs siècles la demeure des vicomtes de Blois, seigneur d'Arondeau. En octobre 1675, par lettres données à Versailles, Antoine de Blois obtient du roi de France que cette terre soit érigée en vicomté. La seigneurie d'Arondeau, relevant du château d'Ath, dispose de toute la justice seigneuriale. Antoine de Blois, seigneur d'Arondeau, Beauregard, Joulen, descend par son père de la maison de Blois-Châtillon, et par sa mère de la famille d'Ittre  issue des comtes de Fauquembergues, eux-mêmes descendants de la maison de Saint-Omer. Cette construction de style « éclectique » de la fin du XIXe siècle était entourée d'eau et disposait même d'une vaste esplanade à l'arrière. On y ajoute un jardin d'hiver type années 1900 qui surplombe l'étang. L'édifice privé est situé à la rue de la Guérison.

#### Le moulin à eau d'Arondeau
Alimenté par l'étang du château, ce moulin à eau a servi de lieu de cache à de nombreux résistants durant la Seconde Guerre Mondiale.

#### Réserve naturelle de la «Noire Terre»
Situé sur un peu plus de 10 ha de boisements, de prairies humides et d'aulnaies marécageuses, ce site présente un grand intérêt par la présence de nombreuses orchidées et d'une fougère rare appelée langue de serpent. Il accueille également une grande diversité d'oiseaux comme le martin-pêcheur, la grande aigrette, le loriot d'Europe, la tourterelle des bois, ainsi que diverses espèces de crapauds, grenouilles, tritons et lézards.

#### Marais de la Roë
On y extrait la couperose verte. La couperose, mordant nécessaire pour fixer les couleurs sur la laine, est produit à partir du sulfate de fer exploité dans les marais du hameau de la Roë.

#### Château Marlier
En 1890, Louis Marlier fait construire ce petit château dans un style caractéristique de la fin du siècle qui n'est pas sans rappeler l'éclectisme. Le château a appartenu à Madame Louise Boël, épouse du Chevalier Georges Martin. Ils le vendent à la famille de Viron qui le cède au Foyer de Roucourt. C'est un édifice privé partiellement visible situé à la rue Lieutenant Louis Boël.

#### Château Boël
En 1901, Louis Marlier fait édifier cette demeure pour sa fille unique qui épouse le fils du général Boël. Ce dernier appartient à une famille de riches industriels liés à la construction métallique. Le château est construit en deux étapes et s'inspire des formes médiévales, notamment le néo-gothique. L'agrandissement est réalisé en 1909. Un chandelier avec les initiales BM pour Boël-Marlier est sculpté sur le pied de l'escalier d'entrée et évoque l'appellation du champ sur lequel est implantée la propriété. C'est un édifice privé partiellement visible situé à la rue Lieutenant Louis Boël.

## Enseignements

### École
La petite école communale maternelle et primaire de Roucourt se situe dans la rue Julien Bouchain, en plein cœur du village.

### École spécialisée
Le Foyer de Roucourt se situe au 11, place de Roucourt. C'est une École Professionnelle Secondaire Inférieure Spécialisée, le Foyer étant aussi un Institut Médico-Socio-Pédagogique.

### Rôle
Le foyer de Roucourt accueille et accompagne des jeunes filles et garçons en grande difficulté psycho-sociale depuis 1949.

### Histoire
La première institution, créée par M. Simon Vander Elst et son épouse Maggy, a vu le jour en 1949 à Roucourt. Elle se dénommait « Notre Foyer Agricole ». La philosophie de la L.N.H était alors de confier la direction de ses institutions à des couples. Elle accueillait à l'époque des jeunes que l'on qualifiait de prédélinquants, voire de délinquants. Ils y étaient souvent envoyés par le juge de la jeunesse.

## Économie
On trouve dans la commune deux zones économiques et une société de bâtiments.

### Voies de communication
Roucourt possède trois voies de communications principales :
- la voie de chemin de fer de Wiers et Brasménil à Péruwelz ;
- le canal Nimy-Blaton de Brasménil et Roucourt vers Péruwelz et Basècles. À Roucourt, il existe deux quais : un premier près de la société Groupe Gobert et un autre où l'on décharge du sable pour l'usine Basècles Logistiques, implantée à Basècles ;
- l'autoroute E42 qui de Bury, Braffe et Brasménil, passe à Roucourt et va vers Thumaide. Le petit village de Roucourt possède deux entrées et deux sorties d'autoroutes.

## Vie associative

### Jumelage
- Revest-du-Bion (France)

## Personne célèbre liée à la commune
Fernand Bachelard était à son époque le plus grand homme d'Europe avec une taille de (2,35 m). Il était connu dans le monde entier sous le nom de « Géant Atlas ».